# Dakar Moto
Pour les articles homonymes, voir Dakar (homonymie).
Dakar Moto est un jeu vidéo de course développé par et édité par Coktel Vision, sorti en 1987 sur Amstrad CPC et Thomson. Le jeu est sous licence du Rallye Dakar. Un pendant intitulé Dakar 4x4 est sorti la même année.